# Piráti wo-kchou v éře Ťia-ťing

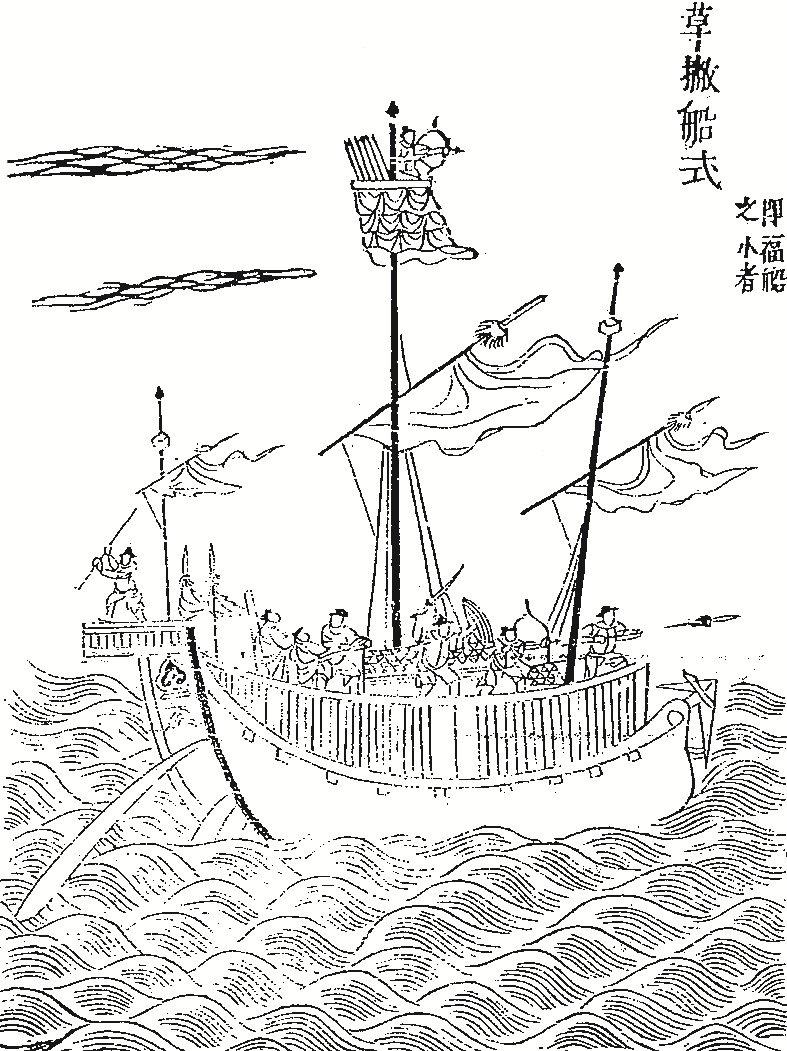
Mingská válečná džunka, kresba z Čeng Žuo-ceng: Ilustrovaná kniha pobřežní obrany (Čchou-chaj tchu-pien), 1562

Piráti wo-kchou v éře Ťia-ťing (1522–1567) byli závažným problémem, jejich útoky několik desetiletí pustošily pobřeží jihovýchodních provincií čínské říše Ming, zejména Če-ťiangu, Fu-ťienu a Kuang-tungu. Čínské označení wo-kchou, doslova „japonští bandité“, se původně vztahovalo na piráty japonského původu a za vlády císaře Ťia-ťinga bylo používáno pro piráty obecně, ačkoliv velká většina z nich byli Číňané.
Pirátské útoky a násilnosti s nimi spojené začaly růst ve 20. letech 16. století, na což mingské úřady reagovaly zpřísněním zákonů bránících soukromému obchodu se zámořím. Staly se vážným problémem ve 40. letech, vrcholu dosáhly v 50. letech a postupně byly potlačeny během 60. let, zejména po roce 1567, kdy nový mingský císař Lung-čching svolil k uvolnění zákonů namířených proti námořnímu obchodu se zahraničím.

## Mingská politika zakázaného moře
Základem politiky „zakázaného moře“ vyhlášené roku 1371 vládou čínské říše Ming byl zákaz nelicencovaného soukromého námořního obchodu se zahraničím. Cílem tohoto opatření byla stabilizace společnosti v duchu konfuciánských ideálů.
Iniciátorem zavedení zákazu byl první mingský císař Chung-wu (1368–1398). Po desetiletích ničivých válek (povstání rudých turbanů) se snažil obnovit řád a stabilitu ve společnosti, kterou se snažil založit na konfuciánských ctnostech. Jeho ideálem byla jednoduchá společnost založená na zemědělství, s nepočetným státním aparátem vybírajícím daně v naturáliích. Obchodníky, s jejich touhou po zisku, vnímal jako rozkladný element. Zahraniční obchod byl extrémně výnosný, a pro Chung-wuovo vidění společnosti tedy i vysoce nebezpečný. Proto jej omezil systémem licencí; úplný zákaz vývozu platil pro koně, zbraně, výrobky ze železa a mědi (zejména mince). Státem kontrolovanou tributární výměnu se zámořím soustředil do tří přístavů – Ning-po, Čchüan-čou a Kantonu. Na 60 % objemu tributu tvořilo státní zboží, zbytek zaplnili soukromníci, kteří získali licence. Úřady určovaly druhy zboží, jeho množství i ceny. Svým poddaným císař zakazoval bez povolení vyplouvat na moře a stýkat se s cizinci. Zákazy byly zopakovány po deseti letech, roku 1381, a znovu v letech 1384, 1390, 1394 a 1397. Opakování zákazů svědčí o nízké míře jejich účinnosti.
Výměna zboží ze zahraničím se poté děla třemi způsoby:
1. tribut přinášený zahraničními vyslanci s vyjádřením formální podřízenosti, který mingský císař oplácel dary v adekvátní nebo vyšší hodnotě;[7]
2. prodej zboží přivezeného příchozími vyslanci, prováděný pod státním dozorem prostřednictvím licencovaných agentů (ja-chang);[7]
3. ilegální obchod.[7] Zprostředkovatelé ja-chang leckdy zneužívali své postavení a zahraniční obchodníci se proto stahovali k  černému trhu, čímž sílily aktivity pašeráků a pirátů zvaných wo-kchou. Se soupeřením obchodních skupin a vládní represí rostla i násilnost obchodu.[8]

Po dočasném vzestupu tributárního obchodu za vlády císařů Jung-le (1402–1424) a Süan-te (1425–1435) další panovníci oficiální styky se zahraničím omezili. Přitom relativní klid na moři mezi léty 1392–1521 vedl k úpadku pobřežní obrany, zchátrání opevnění a rozpadu vojsk. V důsledku rozpadu systému vojenských rolníků klesl stav vojenských jednotek v pobřežních provinciích na polovinu, ve Fu-ťienu na pětinu, a někdy i méně. V provinciích Če-ťiang a Fu-ťien bylo součástí politiky „zakázaného moře“ registrování bezzemků a lidí žijících „na lodích“ jako vojenských domácností a jejich přesídlení do vojenských posádek; přesídleni byli i obyvatelé pobřežních ostrovů. Pak zůstaly pobřežní ostrovy neobydlené, ale i nestřežené, což ještě více oslabilo pobřežní obranu a dalo pašerákům prostor k umístění základen.

## Poměry ve vládě
Mingský vládní systém předpokládal u otázek přesahujících kompetence jednoho resortu konzultace mezi vysokými úředníky. Císař Ťia-ťing politické debaty ještě více podporoval a povzbuzoval úředníky k vyjádření a zdůrazňoval, že významná rozhodnutí musí být prodiskutována dvorem. Úředníci systém meziresortních konzultací a debat využívali k diskuzím, budování sítí podpory, lobbování, vytlačování odpůrců z pozic a někdy i sabotování jejich politik.
Od konce 15. století jihovýchodní Čína, zejména v oblasti Ťiang-nan na dolním toku Jang-c’-ťiang, zažívala rozvoj, který se vyznačoval demografickým růstem, rozmachem komunikačních sítí a komercionalizace i rozvojem kritického myšlení. Objevila se tak sociální základna pro alternativní přístup k politickým otázkám. S příchodem úředníků vzešlých z prostředí sympatizujícího s obchodem se rozvinuly debaty o vhodnosti a smysluplnosti dosavadní protiobchodní politiky.
Za Ťia-ťinga byla proto vláda politicky rozdělena. O povolení zahraničního obchodu se svářily dvě skupiny úředníků a generálů – proobchodní skupina varující před nákladnými boji a snažící se legalizací námořního zahraničního obchodu odstranit příčiny konfliktu; na druhé straně stáli reprezentanti konzervativních pozemkových vlastníků, podporující zákazy a považující válku za nevyhnutelnou v zájmu bezpečnosti a stability země.

## 20. a 30. léta 16. století
Ve 20. a 30. letech bandy pirátů útočily na pobřeží od Če-ťiangu po Kuang-tung. Ťia-ťingův režim reagoval opakovanými zákazy soukromého námořního obchodu a dospěl až k zákazu stavby dvou (a více) stěžňových lodí. Prosazovat zákazy se nedařilo. Místní vojenské posádky pirátům vesměs nekladly vážnější odpor, vojáci měli špatný výcvik i disciplínu, (dědiční) důstojníci neměli bojové zkušenosti a naopak byli zapojeni do ilegálního obchodu.
Zámořský obchod, třebaže ilegální, byl součástí ekonomiky pobřežních oblastí. Do 30. let 16. století ho sponzorovala a nepřímo ovládala ťiangnanská džentry a zejména chuejčouští obchodníci, kteří do námořního obchodu s Japonskem investovali zisky z obchodu se solí. Nicméně kvůli silné přítomnosti státu v Ťiang-nanu muselo být centrum obchodu umístěno mimo něj, na relativně blízký ostrov Šuang-jü v čeťiangském souostroví Čou-šan. Účast džentry (místních majetných a vlivných rodin) na obchodu vedla k jeho toleranci úřady, které příkazy z Pekingu vesměs prostě ignorovaly a pašování přehlížely. Proto když se roku 1534 podařilo v bitvě porazit velitele více než padesáti pirátských lodí, místní úředníci navrhli pro zajaté piráty tak nízké tresty, že císař považoval za nutné nařídit revizi případu emisary vyslanými z Pekingu. V jiných případech hlášení inspektorů vysílaných z Pekingu zůstávala bez odezvy, mimo jiné i kvůli velkému sekretáři Čang Cchungovi (v úřadě mezi léty 1527–1535), který pocházel z Če-ťiangu a ve vládě blokoval návrhy na řešení.
Jedním z důvodů násilností udávaných soudobými komentátory bylo chování čínských obchodníků a vlivných rodin pobřežních provincií, občas se totiž nehlásili ke svým dluhům před japonskými obchodními partnery. Těm pak nezbylo než je vymáhat silou. K pirátům se také přidávalo obyvatelstvo pobřeží, zbavené vládními zákazy zdrojů obživy. Přes oficiální pojmenování pirátů wo-kchou, „japonští bandité“, byla Japonců mezi piráty sotva desetina. Tajemník ministerstva trestů Tchang Šu (1497–1574, pocházel z čeťiangské prefektury Chu-čou) situaci popsal slovy:
| „ | Wo-kchou a obchodníci jsou ti samí lidé; když je obchod povolen, piráti se stávají obchodníky, je-li obchod zakázán, obchodníci se vracejí k pirátství". | “ |

Přesto konzervativci ve vládě a úřadech trvali na striktním dodržování zákazů ve víře, že se tak vyřeší problémy. Obchod měli za destabilizační jev přinášející jen okrajové komodity, jako koření a vzácná dřeva, ale vyvážející hodnotné zboží, ohrožující bezpečnost nekontrolovanými a nedaněnými zisky i eventuálním exportem zbraní s hrozbou jejich použití proti Číně. Vesměs považovali zajištění bezpečnosti země za důležitější než záležitosti zisku.
Navzdory snahám konzervativců však námořní obchodní výměna ve druhé třetině 16. století výrazně rostla. Mingský stát totiž během 15. a 16. století z nedostatku jiných alternativ postupně přecházel k platbám daní ve stříbře, současně však váhal s povolováním těžby ze strachu, že se soukromníkům dostane nepřiměřeně velké bohatství a stát by nebyl schopen zajistit dovoz stříbra prostřednictvím tributního systému. Vysoce ziskový dovoz stříbra se proto stal záležitostí pašeráků.

## Obchod sJaponskem vprvní třetině 16. století
Obchod mingské Číny s Japonskem v Ning-po probíhal v 15. století v rámci oficiálních tributárních vztahů klidně, dokud roku 1496 Japonci při návratu z Pekingu nezabili několik lidí. Mingská vláda poté zredukovala velikost japonských delegací ze 400 na 50 účastníků. Tři japonské rody vysílající své zástupce do Číny – Hosokawa, Óuči a Ise poté ostře soupeřily o místa v misích.
Roku 1523 se na další výpravě zástupci rodů Óuči a Hosokawa v Ning-po dostali do sporu, který vyústil v ozbrojené srážky a poničení města. Císař Ťia-ťing však nereagoval, protože úředníci kritizující neschopnost místních zodpovědných osob mu současně oponovali ve sporu o obřady. Až roku 1527 byla Japoncům určena frekvence misí jednou za deset let, se třemi loděmi a stem lidí, žádnými vojáky. O dva roky později byl zrušen Námořní obchodní úřad v Ning-po, přičemž jeho povinnosti převzal eunušský vojenský velitel v Če-ťiangu.
Ve 30. letech 16. století byla v Japonsku objevena nová naleziště stříbra a zavedeny nové čínské metody těžby. V Japonsku byla silná poptávka po čínském zboží, zejména hedvábí, a nyní země získala dostatek kupní síly na to, aby si ho mohla dovolit. Malé a zřídkavé tributní mise byly pro náhle rostoucí objem obchodu nepostačující. Nepřijímaní čínskými úřady, Japonci se pokusili získat čínské zboží přes Koreu, do níž koncem 30. let 16. století jejich lodě se stříbrem připluly s úmyslem nakupovat čínské zboží. Korejská vláda, v obavě ze vzestupu cen, zareagovala roku 1539 zákazem jejich přijímání.
Obchodování se stříbrem se proto chopili pašeráci. Japonské velké rody nebyly schopny si udržet kontrolu nad obchodem, a tak ve 30. – 40. letech 16. století k čínským břehům volně připlouvaly malé flotily z Japonska nelegálně obchodující s čínskými soukromníky na pobřežních ostrůvcích. Stříbro plynulo do Číny výměnou za hedvábí, porcelán a mince. Současně se tributní systém zhroutil – když roku 1539, poprvé od roku 1523, připluli z Japonska vyslanci, byli pod přísným dohledem a bez možnosti obchodu. Další mise roku 1544 byla odmítnuta jako příliš brzká (po pěti místo deseti letech). Japonci proto od roku 1545 obchodovali na Šuang-jü každoročně a v rostoucích počtech.

## Kuang-tung vprvní polovině 16. století
| Stoupenci uvolnění obchodu argumentovali, že zákazy berou obživu lidem, „jejichž polem je moře“, stát přichází o daňové příjmy a má dodatečné výdaje na tažení proti pirátům. Na zrušení zákazů by podle nich všichni vydělali – lid by měl legální obživu, stát vyšší příjmy a nižší výdaje. Mluvili tak zejména úředníci se zkušenostmi z pobřežních oblastí, ať už místní rodáci, nebo tam přeložení. |
| |

V provincii Kuang-tung už roku 1509 vláda povolila námořní obchod mimo tributní styky, a to pod dozorem provinčních úřadů, nikoliv námořních obchodních úřadů (š’-po-š’). Tamní úřady poté přijímaly všechny cizí lodě, jak přijížděly, přičemž k dohledu nad nimi zřídily nová místa výběru daní. Roku 1514 byl z bezpečnostních důvodů obchod opět omezen. Nicméně mizerný stav provinčních financí a nedostatek koření přiměl vládu (na žádost Wu Tching-ťüa, komisaře zprava kuangtungského provinčního úřadu) roku 1517 obchod opět povolit. Po konfliktu s Portugalci roku 1521, a uzavření š’-po-š’ roku 1523, opět nastoupila omezení. Roku 1530 Lin Fu, velký koordinátor pro Kuang-tung a Kuang-si, požádal vládu o obnovení netributního zdaněného obchodu. Vláda souhlasila. V Kuang-tungu byly proto nájezdy pirátů wo-kchou mnohem méně časté a bez problémů potlačené armádou a domobranou, přičemž útočníci zpravidla přicházeli ze severu, z Fu-ťienu.
Uvolnění úředních omezení využili Portugalci, kteří se usadili na ostrůvcích v deltě Perlové řeky; ovšem kromě legálního obchodu v kantonské oblasti se účastnili i nelegálního obchodování v Jüe-kangu (v provincii Fu-ťien) a Šuang-jü ( provincii Če-ťiang). Boje v Če-ťiangu koncem 40. let a chaos v Če-ťiangu a Fu-ťienu v 50. letech 16. století přiměl Portugalce stáhnout se do Kuang-tungu, přičemž zaujali výhodnou roli zprostředkovatele dovozu japonského stříbra. Přitom portugalský obchod byl zdaněn stejnými 20 % jako dovoz kupců z jihovýchodní Asie.

## Če-ťiang a Fu-ťien ve 30. a 40. letech 16. století
Ve 40. letech se skupiny pašeráků a pirátů spojovaly a sílily a budovaly si základny na ostrovech u pobřeží. Jejich centrem byl od poloviny 20. let přístav Šuang-jü na ostrovech Čou-šan u Ning-po, kam od roku 1539 připlouvali i Portugalci a od roku 1545 Japonci.
Roku 1547 v prefektuře Šao-sing pašeráci vypálili statek bratra velkého sekretáře Sie Čchiena (1450–1531) zapojeného do obchodu, protože odmítl uznat své dluhy. Zneklidněná džentry žádala o zásah státu, na což vláda reagovala přeložením dosavadního pověřence sün-fu pro potlačení banditů v jižním Ťiang-si Ču Wana (1494–1550) do Če-ťiangu a Fu-ťienu s úkolem zorganizovat tamní pobřežní obranu. Ču Wan převzal pověření v listopadu 1547 a usadil se v Čchüan-čou. Místní úřady však odmítly spolupráci a v únoru 1548 navíc ztratil oporu ve vládě, když byl odvolán a popraven jeho ochránce, velký sekretář Sia Jen. Současně na jaře 1548 proběhl dosud největší nájezd pirátů bez odporu ničících pobřeží Če-ťiangu.
Ču Wan v dubnu 1548 reagoval útokem na Šuang-jü a všechny zajatce popravil. Ohromení místní úředníci proti jeho chování protestovali (neváhal ani před popravami jejich provinivších se příbuzných). Ču Wan zatím postupoval se svou flotilou podél pobřeží a nekompromisně vynucoval protiobchodní zákony. V březnu 1549 zaútočil na velkou obchodní flotilu v jižním Fu-ťienu a pak popravil 96 zajatců. Jeho kampaň začala nést výsledky, zdvihla se však i vlna odporu ze strany místních vlivných rodin, které zaranžovaly jeho pád. Byl odvolán, obviněn z nezákonných poprav, a nakonec v lednu 1550, před zahájením soudu, spáchal sebevraždu. Jeho flotila byla rozpuštěna a místní úředníci žádali vládu o omezení zákazů obchodu.

## Chaos vprvní polovině 50. let
Po Ču Wanově nájezdu na Šuang-jü z dubna 1548 se vůdcem tamních pirátů/obchodníků stal Wang Č’, který od let 1544/45 organizoval obchod s Japonci. V letech 1549–1552 pak Wang Č’ v čele svého (ozbrojeného) sdružení obchodníků spolupracoval s čeťiangskými úřady na chytání pirátů, očekávaje přitom, že jeho (nenásilný) obchod nebude rušen. Pekingská vláda naopak zaujala tvrdý kurs, roku 1551 veškerý zámořský obchod postavila mimo zákon a dokonce zakázala vyplouvat na moře i rybářským lodím. Wang Č’ se rozhodl vynutit si volný obchod silou, po roce 1551 proto začaly velké a dobře organizované útoky na úřady, státní sýpky a sklady a ojediněle i přilehlý venkov.
Kromě velkých nájezdů prováděných v letech 1552–1556 ničily region i přírodní kalamity: hladomory v Če-ťiangu roku 1543 a 1544, sucha v povodí Jang-c’-ťiang v letech 1545 a 1546. Tisíce z nich vzniklých bezdomovců byly ideálním materiálem pro verbíře banditů, pirátů a pašeráků. Banditismus se šířil do té míry, že se v 50. letech městečka a vesnice na pobřeží Če-ťiangu opevňovala. Wang Č’ovi a další nájezdníci si naopak od roku 1554 podél pobřeží budovali opevněné základny a roku 1555 už útočili i na největší města regionu, Chang-čou, Su-čou a Nanking.
Roku 1552 byl dosavadní velký koordinátor sün-fu Šan-tungu Wang Jü (1507–1560) pověřen obranou Če-ťiangu a Fu-ťienu (místo bylo volné od odvolání Ču Wana). Začal tím, že propustil z vězení Ču Wanovy důstojníky a sestavil armádu – v letech 1553 a 1554 opakovaně poraženou. Nájezdníci zatím útočili na desítky měst a posádek.
V listopadu 1554 byl velením nad všemi vojsky na jihovýchodě pověřen Čang Ťing († 1555), ministr vojenství v Nankingu. V té době měli nájezdníci v pobřežních a ostrovních základnách a pevnostech na 20 tisíc mužů. Místo neefektivních dědičných vojáků wej-suo Čang Ťing k boji proti pirátům najal domorodé horaly z Ťiang-si, pašeráky soli z Nan č’-li a buddhistické mnichy ze Šan-tungu. Také povolal 11 tisíc domorodých vojáků z provincií Kuang-si a Chu-kuang. Do jejich příchodu se vládní oddíly držely v pevnostech a městech, zatímco venkov nechaly napospas plenění, které zasáhlo dokonce i předměstí Chang-čou a Ťia-singu.
Zatímco Čang Ťing čekal na zmíněné domorodce, na jaře 1555 dosáhl, pod dojmem zpráv o rozsáhlém ničení, velký sekretář Jen Sung u císaře souhlasu s jeho uvězněním. Čang Ťing sice po příchodu posil v květnu 1555 rozdrtil velkou skupinu nájezdníků, ale Jen Sung dokázal zásluhu na úspěchu připsat svým spojencům, cenzorům Čao Wen-chuaovi a Chu Cung-sienovi, a Čang Ťing byl v listopadu 1555 popraven.

## Chu Cung-sien a potlačení pirátství (1556–1566)

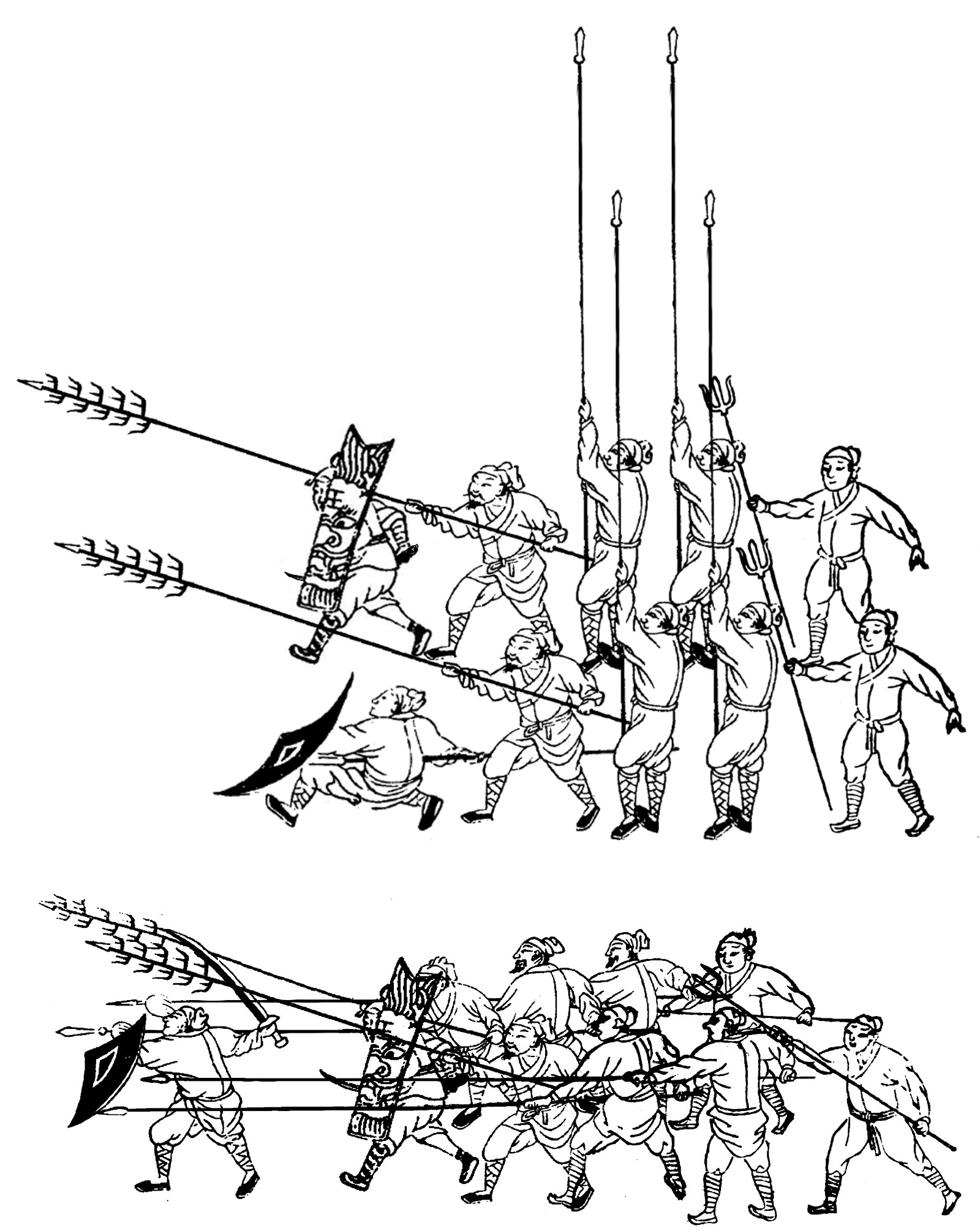
Sestava čety, ilustrace z vojenské příručky Ťi-siao sin-šu generála Čchi Ťi-kuanga

Po popravě Čang Ťinga zůstal nejvyšším úředníkem na jihovýchodě Chu Cung-sien (1511–1565, od dubna 1556 velitel vojsk v Nan č’-li, Če-ťiangu a Fu-ťienu) spolupracující s Čao Wen-chuou, který hodlal situaci vyřešit dohodou s Wang Č’em o jeho podrobení. Chu Cung-sien a Čao Wen-chua navázali kontakt s Wang Č’em, který nabídl, že se postaví proti násilníkům výměnou za uvolnění obchodu a varoval je před připravovaným velkým nájezdem vedeným Sü Chajem s cílem vyloupení Chang-čou, Su-čou a Nankingu, který začal v dubnu 1556. Současně se dříve přivedení domorodí válečníci vymkli kontrole a loupili také. Chu Cung-sien se necítil dost silný na bitvu se Sü Chajem a dal přednost jednání. Sü Chaj souhlasil, že nechá válčení výměnou za omilostnění a jako znak dobré vůle se, po měsíčním obléhání Tchung-siangu ležícímu cca 96 km od Chang-čou, v červnu 1556 stáhl. Jiní náčelníci však dali přednost drancování venkova. Sü Chaj se svými lidmi poté společně s vládními silami bojoval proti nim.
Císař zatím zaujal tvrdý postoj a nařídil rozhodné akce proti pirátům. V srpnu 1556 se na jih vrátil Čao Wen-chua (který byl od ledna 1556 v Pekingu) s politikou nekompromisního zničení všech pirátů a odmítl jakékoli jednání. Sü Chaj se sice oficiálně vzdal, když však viděl Čaovu nepřístupnost, utekl, a padl v týdenní bitvě s vládním vojskem.
Čao Wen-chua stále chtěl dohodu s Wang Č’em (v čemž se shodoval s Jen Sungem), avšak v září 1557 byl, nedlouho před příjezdem Wang Č’a z Japonska, odvolán. Čao Wen-chua totiž současně vykonával úřad ministra prací a proto (i když pobýval na jihu) zodpovídal za rekonstrukci brány Zakázaného města shořelé v květnu 1557; když ani po čtyřech měsících nebyla práce hotova, císař ho ponížil do stavu prostých poddaných a poslal do vyhnanství, v němž zemřel. V říjnu 1557 Wang Č’ přijel do Če-ťiangu s velkou flotilou, a v listopadu se vzdal Chu Cung-sienovi. Císař však přikázal Wang Č’ovu popravu. Wang Č’ův adoptivní syn a následovníci se usadili na ostrovech Čou-šan, pochopili, že jednání s úřady k ničemu nevedou, a od dubna 1558 ve spojení s příchozími s Japonska útočili na města Če-ťiangu a severního Fu-ťienu.
Císař tlačil na okamžité rozdrcení pirátů, ale přestože Chu Cung-sien dělal co mohl, úkol nesplnil. Nicméně podařilo se mu ospravedlnit a dosáhl významných úspěchů, když během roku 1558 vládní vojska vytlačila piráty z Če-ťiangu a dolního toku Jang-c’-ťiang, kde zůstaly jen malé skupiny zlikvidované roku 1559.
Poté neklid v regionu způsobovali vesměs již jen demobilizovaní vojáci. Po povodních roku 1559 a následném nedostatku se v oblasti rozšířilo lupičství, a v prosinci 1559 musel dokonce velký koordinátor Nan č’-li uprchnout ze Su-čou před několika set člennou bandou bývalých vojáků. Začátkem roku 1560 podobné skupiny útočily i na města severně od Jang-c’-ťiang. Přesto se během roku 1560 území od Jang-c’-ťiang až k Chang-čou podařilo uklidnit.
Jižněji však trval neklid, když se bývalí Wang Č’ovi stoupenci přesunuli k pobřeží Fu-ťienu a ve spojení s místními piráty útočili na pobřeží až ke Kuang-tungu. Až roku 1563 se s pomocí vládních vojsk z Če-ťiangu podařilo vyčistit Fu-ťien, a v letech 1564-66 i Kuang-tung a Kuang-si. Během těchto tažení se pod kontrolu vlády dostalo na 80 tisíc lidí v oblasti na pomezí Kuang-tungu, Fu-ťienu a Ťiang-si ovládané bandity od počátku 16. století. Poté pirátství nebylo závažnějším problémem.
V Če-ťiangu se po likvidaci vůdců wo-kchou podařilo úřadům od roku 1565 získat kontrolu nad situací. Ve Fu-ťienu menší skupiny ozbrojenců – zbytky čeťiangských – působily i ve druhé polovině 60. a počátku 70. let. Kuang-tung byl zasažen mnohem méně, a to i díky místní administrativě, která dokázala do stávajících obchodních sítí zapojit i Portugalce.

## Uklidnění situace a legalizace zahraničního obchodu (1566–1568)
Zahraniční obchod zůstal zakázaný do smrti císaře Ťia-ťinga, jeho nástupce však souhlasil s návrhem velkého koordinátora Fu-ťienu na obnovení námořních kontrolních úřadů a legalizaci obchodu. Současně roku 1565 Španělé zabrali Filipíny a o několik let později zahájili obchod s Číňany – roku 1573 se do Acapulka vrátily první španělské galeony s čínským zbožím.
| Význam Jüe-kangu (Měsíčního přístavu) jako nejvýznamnějšího centra pašeráků ve Fu-tienu postřehly úřady (v osobě Ču Wana) už roku 1549. Roku 1551 zde byl proto zřízen daňový úřad, roku 1563 námořní obranný úřad a roku 1566 bylo město povýšeno na sídlo okresu (se změnou jména na Chaj-čcheng, doslova „Čisté moře“). |
| |

Císař Ťia-ťing odmítal uvolnění zákazů; až po jeho smrti, roku 1567, uspěla žádost Tchu Ce-mina, sün-fu ve Fu-ťienu, o zrušení politiky zakázaného moře a umožnění „obchodu se západními i východními moři“. Obchod byl povolen zprvu v Mej-lingu v Nan-čao ve Fu-ťienu, ale záhy byl z bezpečnostních důvodů přeložen do Chaj-čchengu (též Jüe-kang, „Měsíční přístav“). Výslovně zůstal zakázán obchod s Japonci.
Situace na pobřeží se pak uklidnila, stát zreformoval a posílil pobřežní obranu a plynul mu zisk z daní z kvetoucího obchodu. S uvolněním souvisel i předchozí úspěch reformy jediného prutu v Kuang-tungu před rokem 1559, která přinesla provinční administrativě fondy pro mimořádné výdaje typu najímání vojáků v obdobích krizí. Reforma uspěla i v Če-ťiangu úsilím Pchang Šang-pchenga (1524-81), tamního regionálního inspektora. Podmínkou úspěchu reformy ovšem byl dostatek stříbra, které přicházelo ze zahraničí, legálně až od roku 1567.